# 알비노 앨리게이터
《알비노 앨리게이터》(영어: Albino Alligator)는 미국에서 제작된 케빈 스페이시 감독의 1996년 범죄 스릴러 영화이다. 맷 딜런 등이 출연하였고, 브래들리 젱클 등이 제작에 참여하였다.

## 출연진
- 맷 딜런
- 페이 더너웨이
- 게리 시니스
- 윌리엄 픽트너
- 비고 모텐슨
- 존 스펜서
- 스키트 얼리치
- 프랭키 페이존
- 멀린다 맥그로
- 조 만테이니아
- M. 에밋 월시

## 기타 제작진
- 미술: 넬슨 코츠
- 의상: 이시스 뮤센든

## 사운드트랙
따로 표기된 곡 외엔 모두 마이클 브룩이 작곡하였다.
| 곡 순서 | 제목                                                                            | 작곡                   | 재생 시간 |
| ------- | ------------------------------------------------------------------------------- | ---------------------- | --------- |
| 1.      | "Arrival"                                                                       |                        | 5:01      |
| 2.      | "Doggie Dog"                                                                    |                        | 1:52      |
| 3.      | "Slow Town"                                                                     |                        | 2:34      |
| 4.      | "Preparation"                                                                   |                        | 3:18      |
| 5.      | "Miscalculator"                                                                 |                        | 1:44      |
| 6.      | "Aftermath"                                                                     |                        | 4:39      |
| 7.      | "Tunnel"                                                                        |                        | 5:00      |
| 8.      | "Albo Gator"                                                                    |                        | 4:18      |
| 9.      | "The Promise"                                                                   |                        | 4:36      |
| 10.     | "The City"                                                                      |                        | 5:46      |
| 11.     | "The Kicker"                                                                    |                        | 1:48      |
| 12.     | "Exit"                                                                          |                        | 4:16      |
| 13.     | "Ill Wind (You're Blowing Me No Good)" (feat. 마이클 스타이프, 지미 스콧, 플리) | 해럴드 알런, 테드 콜러 | 3:34      |

## 우리말 녹음
KBS 성우진
- 김승준 - 도바 (맷 딜런)
- 이선영 - 재닛 (페이 더너웨이)
- 이윤선 - 마일로 (게리 시니스)
- 김세한 - 가이 (비고 모텐슨)
- 이완호
- 노민
- 이호인
- 정옥주
- 서문석
- 김영진
- 정훈석
- 임진응
- 임채헌